# مصطفى الضمراني
مصطفى الضمرانى (1941 -) هو شاعر وصحفي وشاعر غنائي مصري.

## حياته ونشأته
ولد 1941 في قرية الصياد بنجع حمادى، محافظة قنا، أحب الشعر منذ الطفولة وظهرت بوادر الشاعر وقت دراسته الثانوية، وبعد حصوله على الثانوية العامة دخل كلية الحقوق بجامعة عين شمس، وتخرج فيها سنة 1960، حاصل على الدراسات العليا في القانون الجنائي والدراسات العليا في القانون العام.

## مسيرته
- عمل بعد التخرج محرر في جريدة الأهرام في الشئون الثقافية والإعلامية وبعدها أصبح كاتبا صحفيا.[5]
- كتب أشهر أغنية وطنية ماتقولش إيه إديتنا مصر وغنتها علية التونسية بعد أيام قليلة من حرب أكتوبر سنة 1973 فأذاعتها الإذاعة المصرية.
- يعد الوحيد من أبناء جيله الذي لحن له كلٌ من السنباطي، ومحمد عبد الوهاب فقد لحن له السنباطي سنة 1969 أغنية "أنا وحبيبي" لفايدة كامل[6]، ومحمد عبد الوهاب وفى 1975 بعد رجوع الملاحة لقناة السويس هيا المركبة عدت وغناها عبد الحليم حافظ.[7]
- عمل مستشار إعلاميا بدرجة وزير مفوض بسفارة سلطنة عمان من سنة 1984 حتى سنة 1989.[8]

## جوائز
- فاز بجائزة الدولة التقديرية في الأدب بعد أن رشحته جامعة جنوب الوادي بقنا.

## مؤلفاته
من أشهر دواوينه الشعرية "لأنى أعترفت بالفضحا، حبايب مصر، إحنا ولادك يا مصر" اللى يضم أغاني العامية وقصائد بالفصحى. ومن مؤلفاته : "رؤية ثقافية معاصرة"، "حكايات بعد الأغاني". وقد كتب الضمرانى أوبريت: "الله ع الشعب"، الى جانب أعمال أخرى مثل "جسر التنمية، النقطة الحصينة، أجمل تحية للوطن، البركان، الجامعة العربيات".